# Lake Pinaroo
Lake Pinaroo, Fort Grey Basin – okresowe jezioro endoreiczne położone w Australii, w północno-zachodniej części stanu Nowa Południowa Walia, ok. 330 km na północ od miasta Broken Hill i ok. 400 km na zachód od miasta Bourke.
Lake Pinaroo znajduje się na terenie utworzonego w 1972 roku parku narodowego Sturt National Park. Jezioro stało się jego częścią w dwóch etapach, w latach 1975 i 1976. Od 1996 roku Lake Pinaroo stanowi obszar wodno-błotny o znaczeniu międzynarodowym objęty ochroną w ramach konwencji ramsarskiej.

## Charakterystyka

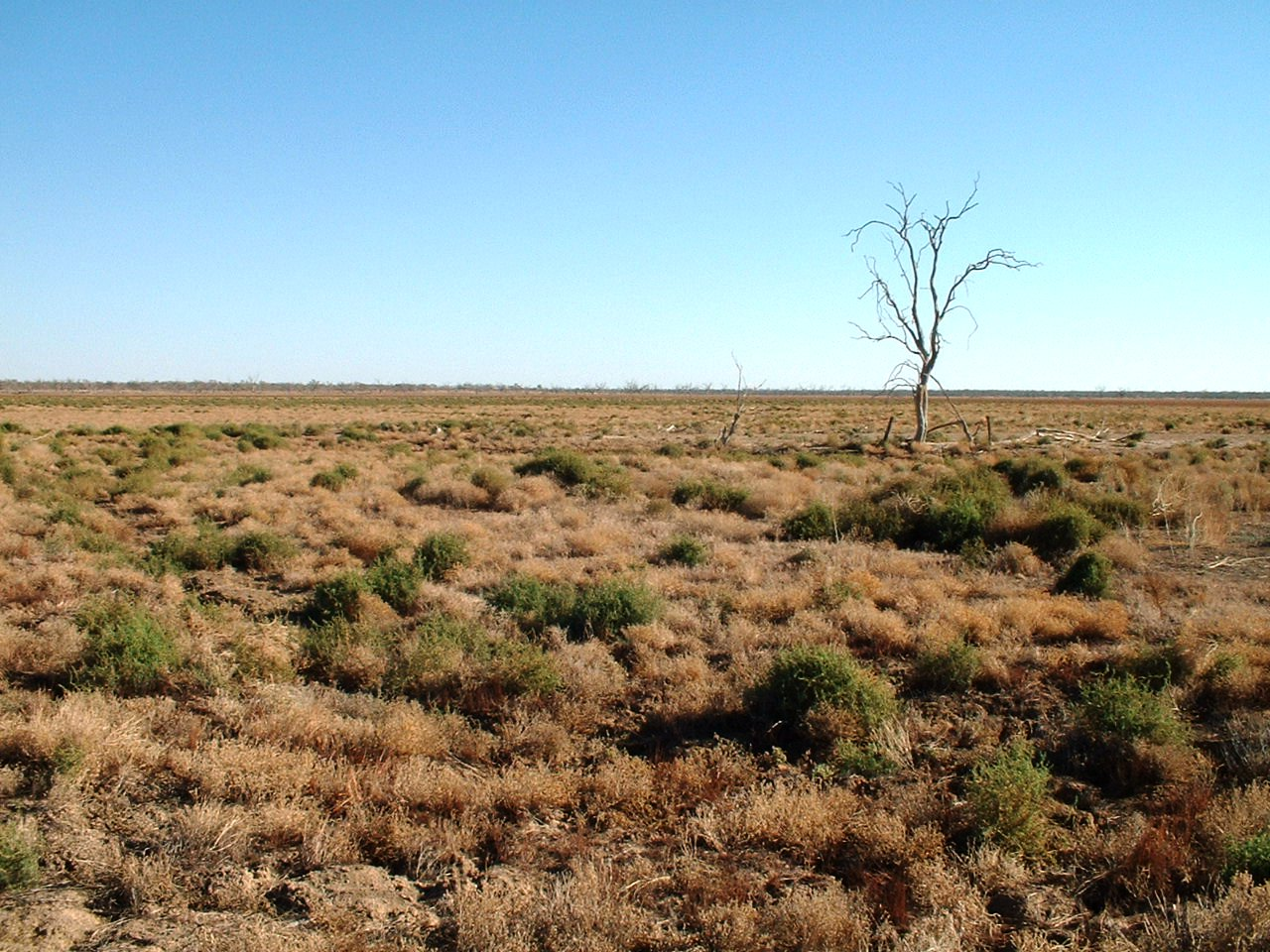
Wyschnięte dno jeziora Pinaroo w 2008 roku

Jezioro Pinaroo znajduje się na wschodnim skraju Pustyni Strzeleckiego, na obszarze bezodpływowym w zlewni jeziora Eyre. Położone jest na wysokości ok. 120 m n.p.m. Lake Pinaroo jest jeziorem epizodycznym, które przez większość czasu (nawet przez kilka lat) pozostaje wyschnięte, a napełnia się wodą rzadko i w nieregularnych okresach uwarunkowanych głównie opadami. Po intensywnych opadach deszczu pobliskie mokradła Frome Swamp przelewają się i poprzez łączący je z Lake Pinaroo potok Fromes Creek zasilają wodą jezioro.
Maksymalna powierzchnia jeziora w okresach wilgotnych wynosi 719 ha, a jego głębokość sięga 2 m, przez co ma ono zdolność do magazynowania wody przez długi czas (do 6–7 lat). Gdy zbiornik jest napełniony, stanowi ważne siedlisko dla licznych gatunków ptaków wodnych oraz ptaków brodzących, w tym gatunków migrujących oraz zagrożonych wyginięciem.
W okolicy jeziora znajdują się pochodzące sprzed co najmniej 20 tys. lat stanowiska archeologiczne, w których odnaleziono m.in. pozostałości palenisk, miejsca ceremonialne oraz liczne kamienne artefakty Aborygenów australijskich.
Do głównych zagrożeń dla ekosystemu Lake Pinaroo zalicza się związane ze zmianami klimatu zmniejszone na tym obszarze opady deszczu oraz podwyższone temperatury.

### Flora

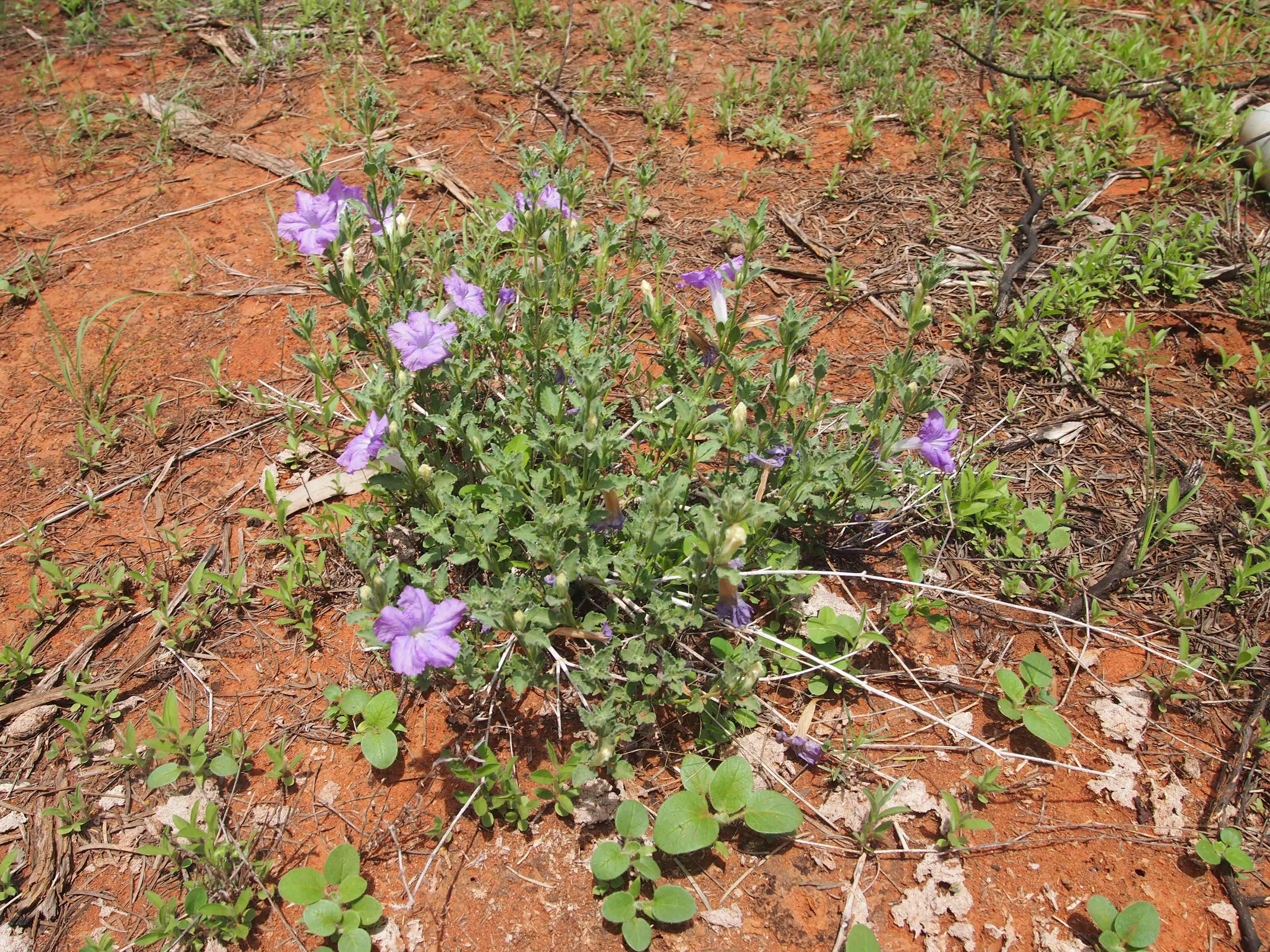
Dipteracanthus australasicus subsp. corynothecus (2014)

W okresach suchych roślinność jeziora i jego okolic jest bardzo skąpa, jednak dno zbiornika stanowi depozyt nasion, m.in. marsylii Marsilea drummondii, wywłócznika Myriophyllum verrucosum oraz przedstawiciela rodziny ciborowatych Schoenoplectiella dissachantha, które szybko zaczynają się rozwijać, gdy w jeziorze pojawia się woda. Brzegi jeziora porasta głównie niska roślinność krzewiasta sięgająca 1 metra wysokości oraz rośliny zielne i trawy. Rosną tu gatunki takie jak Enchylaena tomentosa, Olearia muelleri, Symphyotrichum subulatum, klekotnica Crotalaria eremaea, turi Sesbania cannabina, Pterocaulon sphacelatum oraz introdukowany na ten teren omanowiec wonny (Dittrichia graveolens).
W Sturt National Park występują zagrożone gatunki roślin – Osteocarpum pentapterum, Dysphania platycarpa i Dipteracanthus australasicus subsp. corynothecus; przypuszcza się, że rosną one również w okolicach Lake Pinaroo. Inne gatunki roślin występujące nad jeziorem to m.in. porastające okoliczne wydmy Acacia ligulata, Dodonaea viscosa subsp. angustissima, Eremophila sturtii, Eremophila mitchellii, łoboda (Atriplex sp.), Myoporum montanum, Senna pleurocarpa i Atalaya hemiglauca oraz eukaliptusy (Eucalyptus sp.), natomiast roślinność krzewiastą reprezentują Sclerolaena bicornis, ożanka Teucrium racemosum, ślazowiec Sida corrugata oraz soja Glycine canescens.
Gdy jezioro jest wyschnięte, na jego dnie rośnie m.in. miłka Eragrostis setifolia, lukrecja Glycyrrhiza acanthocarpa, portulaka pospolita (Portulaca oleracea), łoboda Atriplex stipitata i psianka Solanum oligacanthum.
Na obszarze jeziora występują też gatunki roślin uznawane w Australii za inwazyjne, m.in. rzepień pospolity (Xanthium occidentale) i rzepień kolczasty (X. spinosum), żmijowiec babkowaty (Echium plantagineum), tamaryszek bezlistny (Tamarix aphylla), Argemone ochroleuca, psianka Solanum mauritianum oraz kolcowój Lycium ferocissimum.

### Fauna

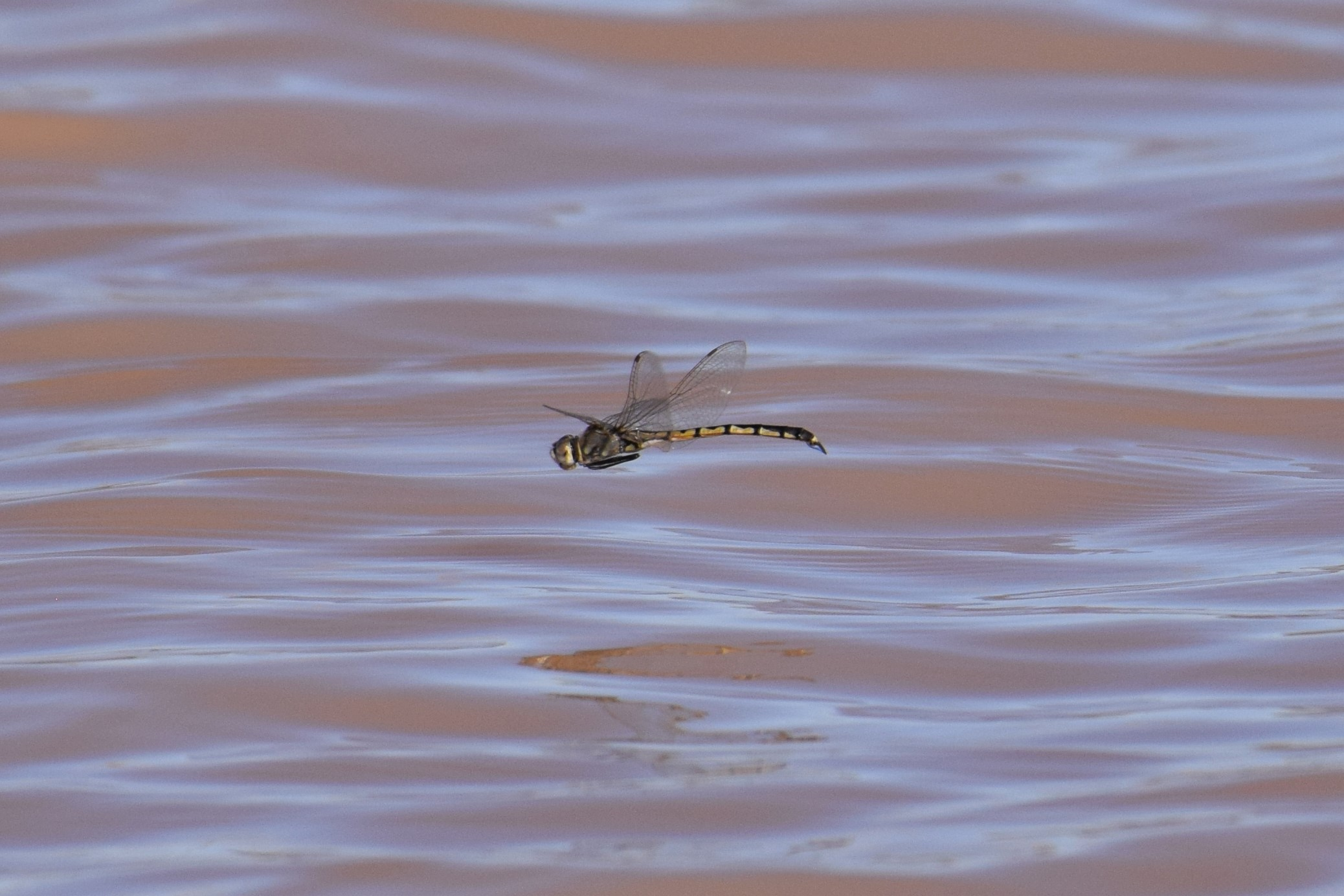
Ważka Hemicordulia tau nad taflą jeziora (2021)

Lake Pinaroo jest siedliskiem zagrożonych gatunków ptaków wymienionych w ustawie Environment Protection and Biodiversity Conservation Act z 1999 roku. Należą do nich m.in. brodziec pławny (Tringa stagnatilis), brodziec kwokacz (T. nebularia), pstrokaczka (Stictonetta naevosa), rycyk (Limosa limosa) oraz biegus rdzawoszyi (Calidris ruficollis). Występują tutaj również sterniczka australijska (Oxyura australis), żuraw australijski (Antigone rubicunda), papużka falista (Melopsittacus undulatus) i sokół siwy (Falco hypoleucos) oraz czajeczka (Erythrogonys cinctus), czajka płatkolica (Vanellus miles) i czajka białogardła (V. tricolor), kureczka duża (Tribonyx ventralis), cyraneczka australijska (Anas gracilis), łopatonos (Malacorhynchus membranaceus) oraz łabędź czarny (Cygnus atratus).
Inne gatunki zwierząt zagrożonych wyginięciem wspomniane w ustawie z 1999 roku to m.in. wąż Anilios endoterus oraz jaszczurka Cyclodomorphus venustus, gryzoń australoskoczek ugorowy (Leggadina forresti), torbacz grubogonik pustynny (Sminthopsis macroura) oraz nietoperze: nocolubek brzegowy (Nyctophilus bifax) i nocolobek duży (N. timoriensis). Po silnych opadach deszczu w latach 1974 i 1976 odnotowano w okolicach jeziora występowanie dużej liczby osobników szczura długowłosego (Rattus villosissimus).